# Endre Nemes

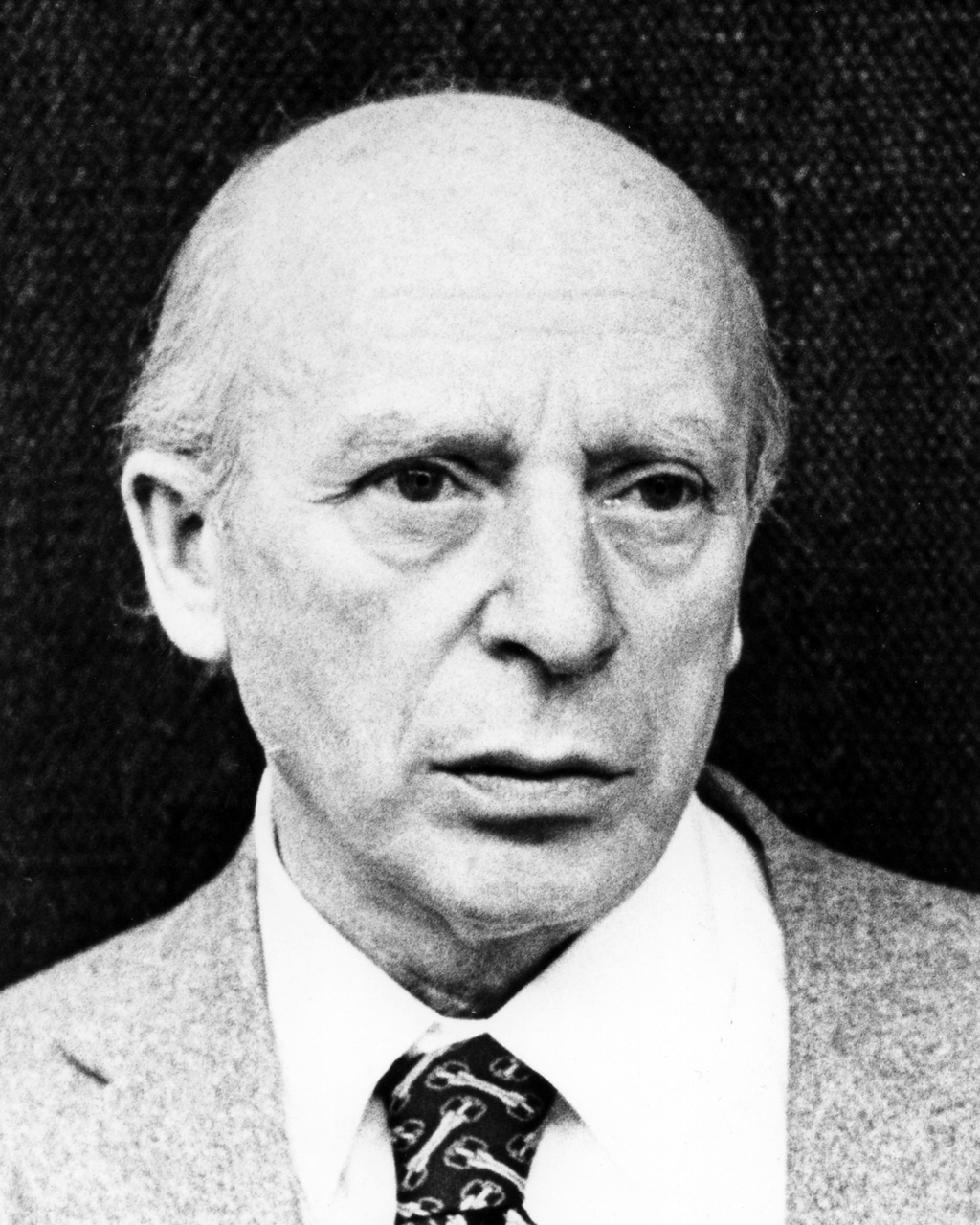
Endre Nemes

Endre Nemes (* 10. November 1909 in Pécsvárad, Ungarn; † 22. September 1985 in Stockholm, Schweden) war ein ungarisch-schwedischer Maler und Grafiker. Er gehörte zu den bedeutenden Vertretern der Modernen Malerei und Druckgrafik nach dem Zweiten Weltkrieg.

## Leben

### Frühe Jahre
Endre Nemes studierte an der Akademie der Bildenden Künste Prag. Die erste Ausstellung seiner Kunst fand, zusammen mit Jacob Bornfriend in der Galerie Dr. Feigl in Prag im Jahr 1936 statt. Er beteiligte sich zudem an Ausstellungen der Prager Secession.
Im Jahr 1938 emigrierte Nemes nach Helsinki, 1940 zog er endgültig nach Schweden. Der Weg in seine endgültige Heimat führte in über Umwege von Budapest über Wien, Prag, Paris, Helsinki, Oslo nach Stockholm. Sein Lebenslauf war geprägt von einer ihm eigenen Wurzellosigkeit und Einsamkeit.

### Werk

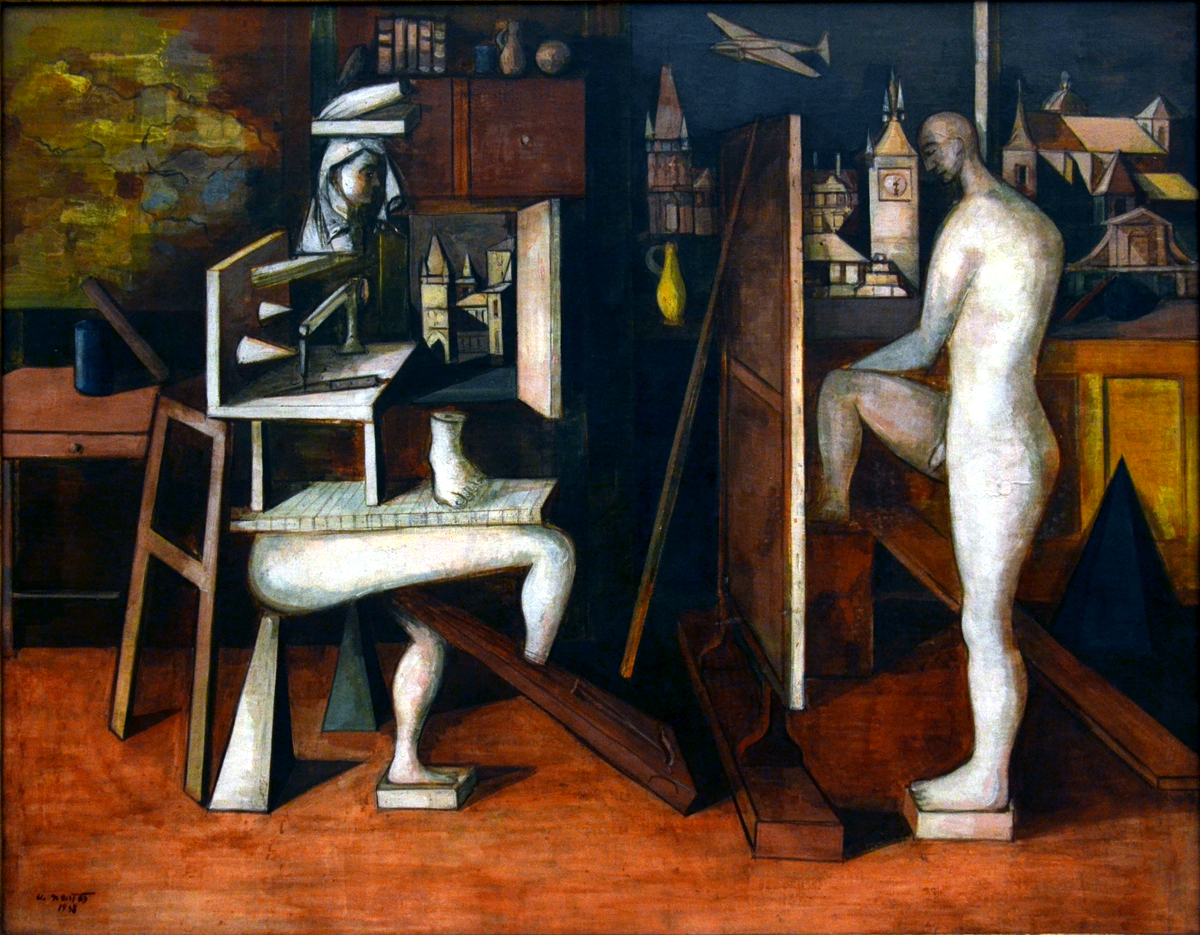
Endre Nemes, Painter in studio, 1938, NG Prague

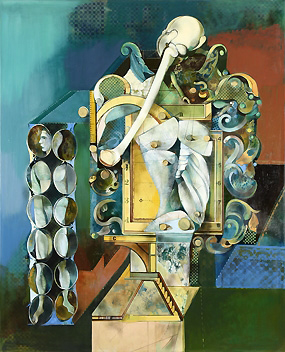
Endre Nemes, Encounter with the Baroque, 1968–79

Endre Nemes hatte 1941 seine erste Ausstellung in Stockholm. 1948 erhielt Nemes die schwedische Staatsbürgerschaft. 1959 folgen Einzelausstellungen in Zürich und Freiburg im Breisgau sowie die Teilnahme an der documenta 2 in Kassel in der Abteilung Malerei.
Retrospektiven seiner Kunst fanden in der Art Gallery in Lund, in Göteborg und in der Nationalgalerie in Prag statt.
1965 bekam er ein Stipendium des schwedischen Staats. Die wichtigste Ausstellung seiner Werke fand 1965 in den Drian Galleries in London statt. Endre Nemes Arbeiten sind in den Sammlungen des Museum of Modern Art in Stockholm, im Philadelphia Art Museum in den USA, im Brooklyn Museum, USA, in der Slowakischen National Gallery in Bratislava und zahlreichen anderen Museen weltweit enthalten.
Seine Kunst war in den dreißiger Jahren noch vom Surrealismus geprägt. In seinen Bildern erscheinen die Personen als Teil eines Mechanismus, wie eine Maschine. Später kommt er zur Abstrakten Malerei. Sein gesamtes Werk zeichnet sich durch eine spezielle Melancholie aus.